# Орто-Кайырма
Орто-Кайырма (кирг. Орто-Кайырма) — село в Панфиловском районе Чуйской области Кыргызстана. Входит в состав Вознесеновского аильного округа. Код СОАТЕ — 41708 219 811 02 0.

## География
Село расположено в северо-западной части области, у северного склона Кыргызского хребта, на расстоянии приблизительно 18 километров (по прямой) к юго-востоку от города Каинды, административного центра района. Абсолютная высота — 1104 метра над уровнем моря.

## Население
| год     | 2009 | 2014 | 2015 |
| ------- | ---- | ---- | ---- |
| человек | 908  | 970  | 992  |